# Y Ladi Wen

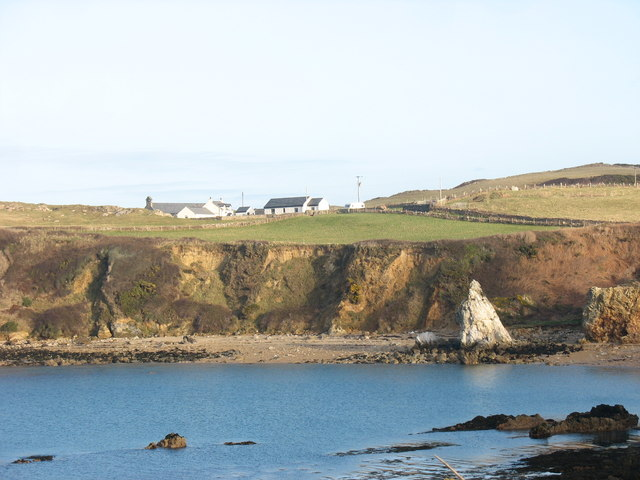
Traeth y Ladi Wen (Plage de la Dame blanche) à Llanbadrig. Elle doit son nom à Y Ladi Wen et aux restes d'une arche marine, aux caractéristiques anthropomorphiques.

Y Ladi Wen (La Dame Blanche) est, dans la mythologie celte, une apparition habillée en blanc, parfois sans tête, le plus souvent vue à Hollantide.

## Légende
Dans la tradition orale galloise, elle met en garde les enfants contre un mauvais comportement,. Elle est évoquée de plusieurs façons, dont celle d'être un terrible fantôme si on lui parle, ou bien de pouvoir offrir de l'or ou un trésor.
On dit qu'elle hante le château d'Ogmore, protégeant son trésor enterré. Y Ladi Wen est aussi liée au village de St Athan, en Galles du Sud.

## Dans la musique
- Le groupe Artesia s'en est inspiré pour faire une chanson[7]